# Euskaltel-Euskadi (2008)
Euskaltel-Euskadi is een Spaans-Baskische wielerploeg, behorend tot de Fundación Ciclista Euskadi (officieel: Fundación Ciclista Euskadi-Euskadiko Txirrindularitza Iraskundea), een non-profitstichting die de ontwikkeling van het Baskische wielrennen nastreeft.

## Geschiedenis
De ploeg ontstond in 2008 als amateurploeg onder de toenmalige World Tourploeg Euskaltel-Euskadi (1994-2013) en het professionele continentaleteam Orbea-Oreka SDA (2005-2014). Omdat de amateurploeg gold als opleidingsploeg voor een van beide profteams, werd de samenstelling beperkt tot renners in de U23-categorie. In 2015 -na het verdwijnen van Euskadi (continentale wielerploeg)- ging het een samenwerkingsverband aan met het Franse continentale team Cofidis, Solutions Crédits om op deze wijze de doorstroming naar een professioneelteam mogelijk te houden. In 2018 kreeg dit team zelf de professionele status. De ploeg wordt gesponsord door het telecommunicatiebedrijf Euskaltel, het fietsmerk Orbea en de Baskische overheid.

## Ploegnamen
| Periode   | Naam                                  | Code | PC      |
| --------- | ------------------------------------- | ---- | ------- |
| 2008-2013 | Naturgas Energía                      | NATU | amateur |
| 2014      | EDP Energía                           | EDP  | amateur |
| 2015-2017 | Fundación Euskadi-EDP                 | FUND | amateur |
| 2018-2019 | Team Euskadi                          | EUK  | CT      |
| 2020      | Fundación-Orbea * Euskaltel-Euskadi * | FOR  | ProTeam |
| 2021-2025 | Euskaltel-Euskadi                     | EUS  | ProTeam |

* 2020: van 1 januari-31 maart Fundación-Orbea, vanaf 1 april Euskaltel-Euskadi

## Renners
N.B. Betreft periode 2018-2021, voor 2022-2025 zie de jaarpagina's.
* Sergio Higuita: t/m 30 april 2019

## Grote rondes
| 0 Jaar | Ronde van Italië   | Ronde van Italië | Ronde van Frankrijk | Ronde van Frankrijk | Ronde van Spanje    | Ronde van Spanje |
| 0 Jaar | hoogste klassering | etappewinst      | hoogste klassering  | etappewinst         | hoogste klassering  | etappewinst      |
| ------ | ------------------ | ---------------- | ------------------- | ------------------- | ------------------- | ---------------- |
| 2021   | geen deelname      | geen deelname    | geen deelname       | geen deelname       | 30e Luis Ángel Maté |                  |
| 2022   | geen deelname      | geen deelname    | geen deelname       | geen deelname       | 28e Mikel Bizkarra  |                  |
| 2023   | geen deelname      | geen deelname    | geen deelname       | geen deelname       | geen deelname       | geen deelname    |
| 2024   | geen deelname      | geen deelname    | geen deelname       | geen deelname       | 26e Mikel Bizkarra  |                  |

## Overwinningen 2018-2021
N.B. Zie de jaarpagina's voor 2022-2025
| 2019 4e etappe Ronde van Alentejo: Sergio Higuita 2021 Ronde van Murcia: Antonio Jesús Soto 1e etappe Ronde van Alentejo: Juan José Lobato |

2022 · 2023 · 2024 · 2025
Burgos-Burpellet-BH · Caja Rural-Seguros RGA · Equipo Kern Pharma · Euskaltel-Euskadi · Israel-Premier Tech · Lotto · Q36.5 Pro Cycling Team · Solution Tech-Vini Fantini · Team Corratec-Vini Fantini · Team Flanders-Baloise · Team Novo Nordisk · Polti VisitMalta · TotalEnergies · Tudor Pro Cycling Team · Unibet Tietema Rockets · Uno-X Mobility · VF Group-Bardiani CSF-Faizanè · Wagner Bazin WB
Zie ook: UCI ProSeries · Continental Circuits
Angulo · Aristi · Azparren · Azurmendi · Ballarin · Bizkarra · Bou · Canal · Cuadrado · Etxeberria · Goikoetxea · Iribar · Irizar · Isasa · Iturria · Juaristi · Lobato · Martín · Maté ·  Soto · Lasa (stagiair) · Mintegui (stagiair)
E. Azparren · X. Azparren · Azurmendi · Ballarin · Berasategi · Bizkarra · Bou · Canal · Cuadrado · Etxeberria · Goikoetxea · Iribar · Isasa · Iturria · Juaristi · Lobato · López de Abetxuko · Martín · Maté ·  Soto
Aberasturi · Alustiza · Azparren · Azurmendi (tot 15/4) · Berasategi · Bizkarra · Bonillo · Bou · Cañellas · Cuadrado · de la Parte · Etxeberria · Fouché · Isasa · Iturria · Juaristi · López de Abetxuko · Martín · Maté · Mintegi · Zubeldia · Ganzabal (stagiair)